# Zámořský region

mapa světa s vyznačením veškerých území patřících pod francouzskou svrchovanost

Zámořský region (Région d'outre-mer, zkratka ROM) je název územně správního celku francouzské republiky. Ta sestává z 18 regionů, které se dále dělí na 101 departementů. 13 regionů leží v Evropě a tvoří tzv. metropolitní Francii. Zbývajících pět se nachází v Americe a Africe a jsou součástí tzv. zámořské Francie.
V roce 2016 existovalo 5 zámořských regionů, přičemž každý z nich byl tvořen právě jedním zámořským departementem. Zámořské regiony mají stejné pravomoce a práva jako metropolitní regiony.
| Region             | Lokalizace    | Počet obyvatel      | Rozloha    | Zem. souřadnice            | Geodata (OSM) |
| ------------------ | ------------- | ------------------- | ---------- | -------------------------- | ------------- |
| Francouzská Guyana | Jižní Amerika | přibližně 288 tisíc | 83 534 km² | 4° s. š., 53° z. d.        | OSM, WMF      |
| Guadeloupe         | Karibik       | přibližně 384 tisíc | 1 628 km²  | 16°15′ s. š., 61°35′ z. d. | OSM, WMF      |
| Martinik           | Karibik       | přibližně 361 tisíc | 1 128 km²  | 14°38′ s. š., 61° z. d.    | OSM, WMF      |
| Mayotte            | Indický oceán | přibližně 321 tisíc | 374 km²    | 12°50′ j. š., 45°8′ v. d.  | OSM, WMF      |
| Réunion            | Indický oceán | přibližně 881 tisíc | 2 512 km²  | 21°9′ j. š., 55°30′ v. d.  | OSM, WMF      |